# 1735 ITA
1735 ITA је астероид главног астероидног појаса са пречником од приближно 62,34 km.
Афел астероида је на удаљености од 3,549 астрономских јединица (АЈ) од Сунца, а перихел на 2,733 АЈ.
Ексцентрицитет орбите износи 0,129, инклинација (нагиб) орбите у односу на раван еклиптике 15,606 степени, а орбитални период износи 2033,587 дана (5,567 година).
Апсолутна магнитуда астероида је 9,40 а геометријски албедо 0,079.
Астероид је откривен . 1928. године.